# Seznam evroposlancev iz Poljske (2004–2009)
Seznam evroposlancev iz Poljske' v mandatu 2004-2009.

## Seznam

### A
- Filip Adwent (Samostojnost in demokracija)

### B
- Adam Bielan (Zveza za Evropo narodov)
- Jerzy Buzek (Evropska ljudska stranka - Evropski demokrati)

### C
- Zdzisław Chmielewski (Evropska ljudska stranka - Evropski demokrati)
- Sylwester Chruszcz (Neodvisni, prej Samostojnost in demokracija)
- Marek Czarnecki (Neodvisni)
- Ryszard Czarnecki (Neodvisni)

### F
- Hanna Foltyn-Kubicka (Zveza za Evropo narodov)

### G
- Bronisław Geremek (Skupina zavezništva liberalcev in demokratov za Evropo)
- Lidia Geringer de Oedenberg (Stranka evropskih socialistov)
- Adam Gierek (Stranka evropskih socialistov)
- Maciej Giertych (Neodvisni, prej Samostojnost in demokracija)
- Bogdan Golik (PES, prej Neodvisni)
- Genowefa Grabowska (Stranka evropskih socialistov)
- Dariusz Grabowski (Neodvisni, prej Samostojnost in demokracija)

### H
- Małgorzata Handzlik (Evropska ljudska stranka - Evropski demokrati)

### J
- Stanisław Jałowiecki (Evropska ljudska stranka - Evropski demokrati)
- Mieczysław Janowski (Zveza za Evropo narodov)

### K
- Filip Kaczmarek (Evropska ljudska stranka - Evropski demokrati)
- Michał Kamiński (Zveza za Evropo narodov)
- Bogdan Klich (Evropska ljudska stranka - Evropski demokrati)
- Urszula Krupa (Neodvisni, prej Samostojnost in demokracija)
- Wiesław Kuc (PES, prej Neodvisni)
- Barbara Kudrycka (Evropska ljudska stranka - Evropski demokrati)
- Jan Kułakowski (Skupina zavezništva liberalcev in demokratov za Evropo)
- Zbigniew Kuźmiuk (Evropska ljudska stranka - Evropski demokrati)

### L
- Janusz Lewandowski (Evropska ljudska stranka - Evropski demokrati)
- Bogusław Liberadzki (Stranka evropskih socialistov)
- Marcin Libicki (Zveza za Evropo narodov)

### M
- Jan Masiel (Neodvisni)

### O
- Jan Olbrycht (Evropska ljudska stranka - Evropski demokrati)
- Janusz Onyszkiewicz (Skupina zavezništva liberalcev in demokratov za Evropo)

### P
- Bogdan Pęk (Neodvisni, prej Samostojnost in demokracija)
- Józef Pinior (Stranka evropskih socialistov)
- Mirosław Piotrowski (Samostojnost in demokracija)
- Paweł Piskorski (Evropska ljudska stranka - Evropski demokrati)
- Zdzisław Podkański (Zveza za Evropo narodov)
- Jacek Protasiewicz (Evropska ljudska stranka - Evropski demokrati)

### R
- Bogusław Rogalski (Neodvisni, prej Samostojnost in demokracija)
- Dariusz Rosati (Stranka evropskih socialistov)
- Wojciech Roszkowski (Zveza za Evropo narodov)
- Leopold Rutowicz (Neodvisni)

### S
- Jacek Saryusz-Wolski (Evropska ljudska stranka - Evropski demokrati)
- Czesław Siekierski (Evropska ljudska stranka - Evropski demokrati)
- Marek Siwiec (Stranka evropskih socialistov)
- Bogusław Sonik (Evropska ljudska stranka - Evropski demokrati)
- Grażyna Staniszewska (Skupina zavezništva liberalcev in demokratov za Evropo)
- Andrzej Szejna (Stranka evropskih socialistov)
- Konrad Szymański (Zveza za Evropo narodov)

### T
- Witold Tomczak (Neodvisni, prej Samostojnost in demokracija)

### W
- Janusz Wojciechowski (Zveza za Evropo narodov)
- Bernard Piotr Wojciechowski (Neodvisni)

### Z
- Zbigniew Zaleski (Evropska ljudska stranka - Evropski demokrati)
- Andrzej Tomasz Zapałowski (Zveza za Evropo narodov)
- Tadeusz Zwiefka (Evropska ljudska stranka - Evropski demokrati)